# Marie Émile Fayolle
Marie Émile Fayolle, född 14 maj 1852, död 27 augusti 1928, var en fransk militär.
Fayolle blev officer vid artilleriet 1875. Åren 1900–1907 var han lärare i artilleri vid École supérieure de guerre. Fayolle blev brigadgeneral 1910 och tog avsked 1914, men återinträdde i tjänst vid krigsutbrottet samma år. Han blev divisionsgeneral 1916 och marskalk av Frankrike 1921. I augusti 1914 blev Fayolle chef för 70:e infanterifördelningen i Lothringen och i juni 1915 för 33:e armékåren. I februari 1916 erhöll han befälet över 6:e armén och ledde under Sommeoffensiven i juli samma år operationerna norr om floden Somme. Efter att en tid ha varit chef för 1:a armén efterträdde han i maj 1917 Philippe Pétain som chef för mittarmégruppen (fronten Verdun-Reims). I november samma år blev han chef för franska armén i Italien men förflyttades åter till Frankrike i februari 1918 som chef för reservarmégruppen norr om Paris. Med denna tog han verksam del i hejdandet av den tyska våroffensiven, och i de allierades därpå följande motoffensiv förde han befälet över armégruppen mellan Aisne och Oise. Efter vapenstilleståndet var Fayolle till november 1919 chef för en armégrupp vid Rhen, blev samma år medlem av högsta krigsrådet och var hösten 1919–hösten 1920 ordförande i den ententekommission, som skulle övervaka den tyska avrustningen.